# Fresnay-sur-Sarthe (Fresnay-sur-Sarthe)
Fresnay-sur-Sarthe korábbi község Franciaország Loire mente régiójában, Sarthemegyében. Lakosainak száma 1903 fő (2018. január 1.). Fresnay-sur-Sarthe Saint-Ouen-de-Mimbré, Assé-le-Boisne és Saint-Aubin-de-Locquenay községekkel határos.
2019. január 1-jén Coulombiers és Saint-Germain-sur-Sarthe korábbi községgel egyesült és az így létrejött (azonos nevű) Fresnay-sur-Sarthe új község része lett.

## Népesség
A település népességének változása:
| Lakosok száma | 2066 | 2025 | 2009 | 1943 | 1903 |
|               | 2013 | 2015 | 2016 | 2017 | 2018 |